# Bolzum
Bolzum is een plaats in de Duitse gemeente Sehnde, deelstaat Nedersaksen, en telt 1270 inwoners.
Zie voor meer informatie: Sehnde.